# Linea Tsurumi

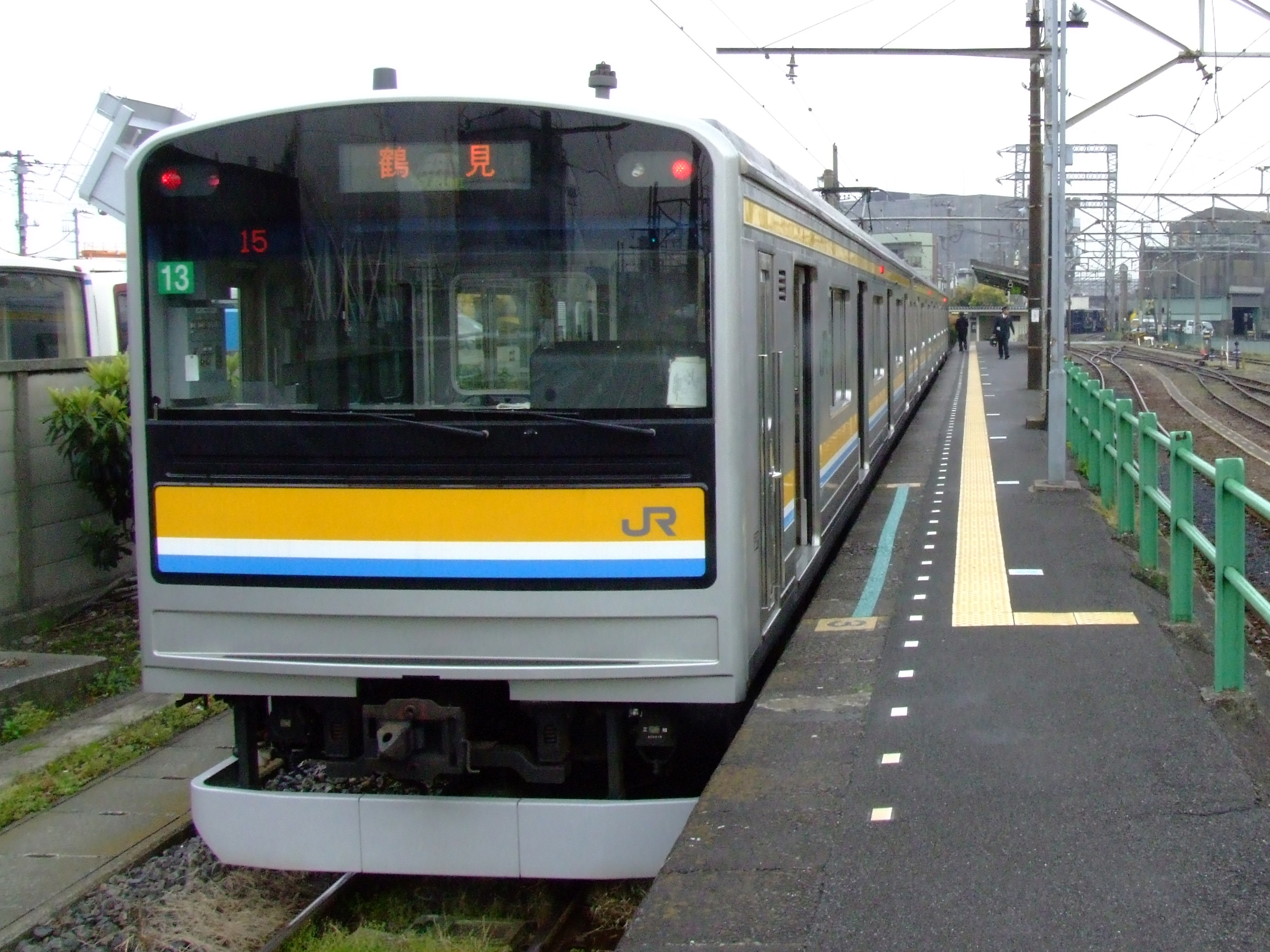
Treno della serie 205 per la linea Tsurumi

La Linea Tsurumi (鶴見線?, Tsurumi-sen) è una linea ferroviaria giapponese a scartamento ridotto, gestita dalla JR East; offre servizio viaggiatori nella zona portuale di Yokohama fra la stazione di Tsurumi e Ōgimachi, a Kawasaki. La lunghezza della linea è di 7 km, ma includendo le due diramazioni si raggiungono i 9,7 km. Lo scartamento è di 1.067 mm, e due delle tre sezioni della linea sono a doppio binario, mentre tutto il percorso è elettrificato a 1500 V in corrente continua.
La linea è molto utilizzata anche dalla JR Freight per il servizio merci, spesso per trasportare petrolio e altri prodotti chimici alle numerose raffinerie e fabbriche nell'area, fra cui il carburante per gli aerei della base americana Yokota Air Base.

## Percorso
- Tutte le stazioni si trovano nella prefettura di Kanagawa

| Stazione                 | Giapponese | Distanza | Distanza   | Collegamenti                                                 |    | Posizione                      |
| Stazione                 | Giapponese | Interst. | Da Tsurumi | Collegamenti                                                 |    | Posizione                      |
| ------------------------ | ---------- | -------- | ---------- | ------------------------------------------------------------ | -- | ------------------------------ |
| Linea principale         |            |          |            |                                                              |    |                                |
| Tsurumi                  | 鶴見       | -        | 0.0        | Linea Keihin-Tōhoku Linea principale Keikyū (Keikyū-Tsurumi) | ∥  | Tsurumi-ku (Yokohama) Yokohama |
| Kokudō                   | 国道       | 0.9      | 0.9        |                                                              | ∥  | Tsurumi-ku (Yokohama) Yokohama |
| Tsurumi-Ono              | 鶴見小野   | 0.6      | 1.5        |                                                              | ∥  | Tsurumi-ku (Yokohama) Yokohama |
| Bentembashi              | 弁天橋     | 0.9      | 2.4        |                                                              | ∥  | Tsurumi-ku (Yokohama) Yokohama |
| Asano                    | 浅野       | 0.6      | 3.0        | Tsurumi Line (Umi-Shibaura Branch)                           | ∥  | Tsurumi-ku (Yokohama) Yokohama |
| Anzen                    | 安善       | 0.5      | 3.5        | Diramazione Ōkawa                                            | ∥  | Tsurumi-ku (Yokohama) Yokohama |
| Musashi-Shiraishi        | 武蔵白石   | 0.6      | 4.1        |                                                              | ∥  | Kawasaki-ku Kawasaki           |
| Hama-Kawasaki            | 浜川崎     | 1.6      | 5.7        | Linea Nambu (diramazione)                                    | ∨  | Kawasaki-ku Kawasaki           |
| Shōwa                    | 昭和       | 0.7      | 6.4        |                                                              | ｜ | Kawasaki-ku Kawasaki           |
| Ōgimachi                 | 扇町       | 0.6      | 7.0        |                                                              | ｜ | Kawasaki-ku Kawasaki           |
| Diramazione Umi-Shibaura |            |          |            |                                                              |    |                                |
| Asano                    | 浅野       | -        | 3.0        | Linea Tsurumi (principale)                                   | ∥  | Tsurumi-ku Yokohama            |
| Shin-Shibaura            | 新芝浦     | 0.9      | 3.9        |                                                              | ∨  | Tsurumi-ku Yokohama            |
| Umi-Shibaura             | 海芝浦     | 0.8      | 4.7        |                                                              | ｜ | Tsurumi-ku Yokohama            |
| Diramazione Ōkawa        |            |          |            |                                                              |    |                                |
| Anzen                    | 安善       | -        | 3.5        | Linea Tsurumi (principale)                                   | ∥  | Tsurumi-ku Yokohama            |
| Musashi-Shiraishi        | 武蔵白石   | -        | (4.1)      |                                                              | ∨  | Kawasaki-ku Kawasaki           |
| Ōkawa                    | 大川       | 1.6      | 5.1        |                                                              | ｜ | Kawasaki-ku Kawasaki           |